# Place de la Bourse (Lyon)
 (janvier 2024).
Si vous disposez d'ouvrages ou d'articles de référence ou si vous connaissez des sites web de qualité traitant du thème abordé ici, merci de compléter l'article en donnant les références utiles à sa vérifiabilité et en les liant à la section « Notes et références ».
Pour les articles homonymes, voir Place de la Bourse.
La place de la Bourse est une place publique située dans le 2e arrondissement de la ville de Lyon, en France.

## Description

### Situation et accès

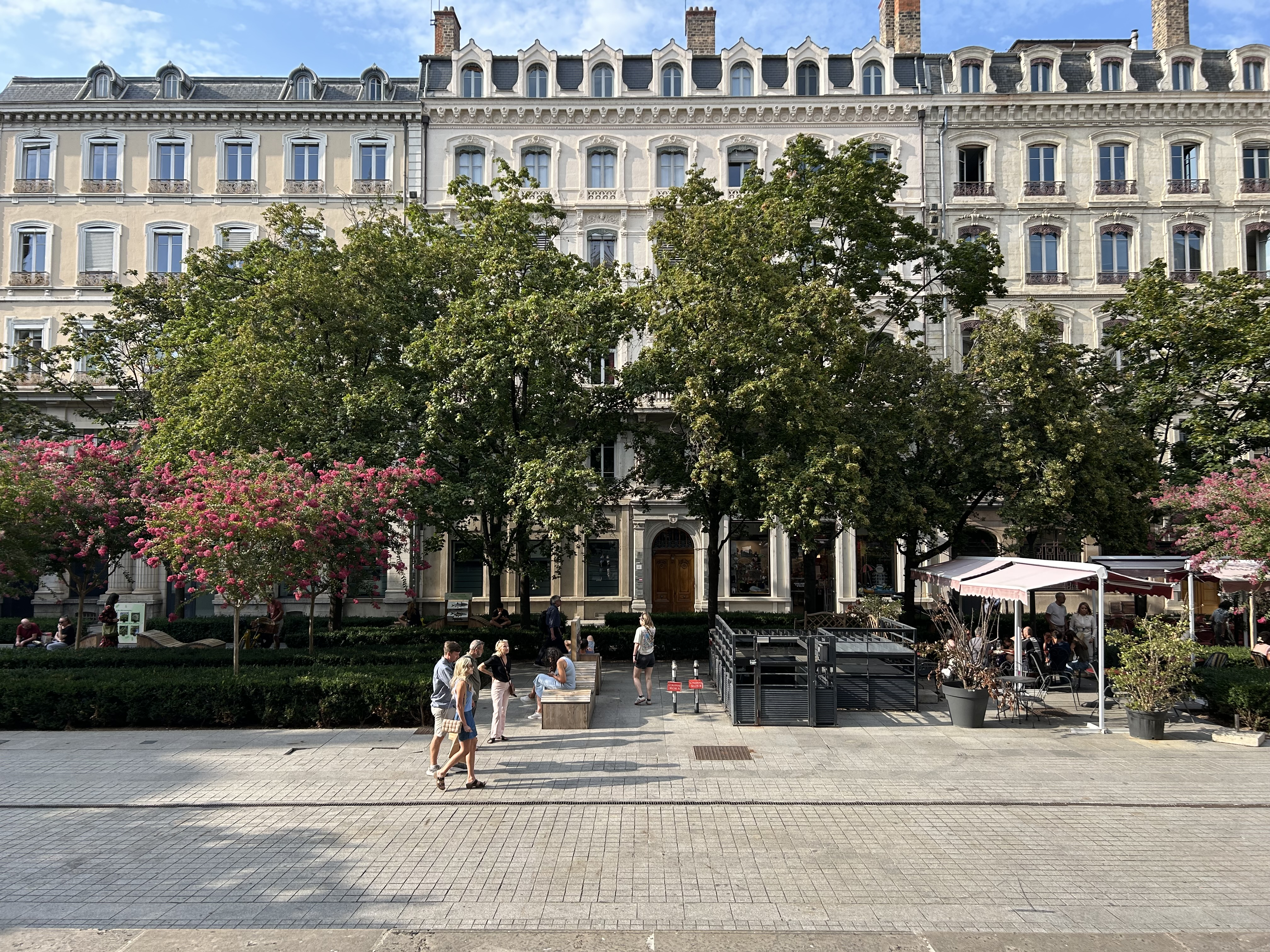
Les trois façades du XIXème siècle vues depuis celle du palais de la Bourse.

La place de la Bourse est une place rectangulaire, entièrement piétonne, situé dans le quartier des Cordeliers, dans le 2e arrondissement de la ville de Lyon. Elle est délimitée par la rue de la République à l'ouest et rue de la Bourse à l'est, et par le palais de la Bourse au sud et un ensemble de trois maisons du XIXe siècle au nord.

### Aménagement
La place est pavée de dalles de granit ; elle est composée de plusieurs allées piétonnes, bordées de bancs, entre lesquelles se trouvent des rangées de fleurs, d'arbres, et de buissons, ces derniers étant soit en bac ou plantés.
À l'est de la place, un bloc de granite fait office de fontaine, aujourd’hui hors-service.

## Odonymie
La place tire son nom du fait qu'elle tient lieu de parvis au palais de la Bourse.

## Histoire

### XIXème siècle
La place est aménagée au cours du Second Empire, concomitamment à la construction du palais de la Bourse et à l'ouverture de la rue de la République. L'ensemble a remplacé un entrelacs de petites rues datant du XVIIIe siècle.

### XXème siècle
L'aménagement de la place actuelle date du début des années 1990 ; il comprend la rénovation complète de la place et la construction d'un parc à voitures souterrain. En 1991, des fouilles effectuées lors des travaux ont révélé des traces d'occupations humaines datant du Ier siècle.

### XXIème siècle

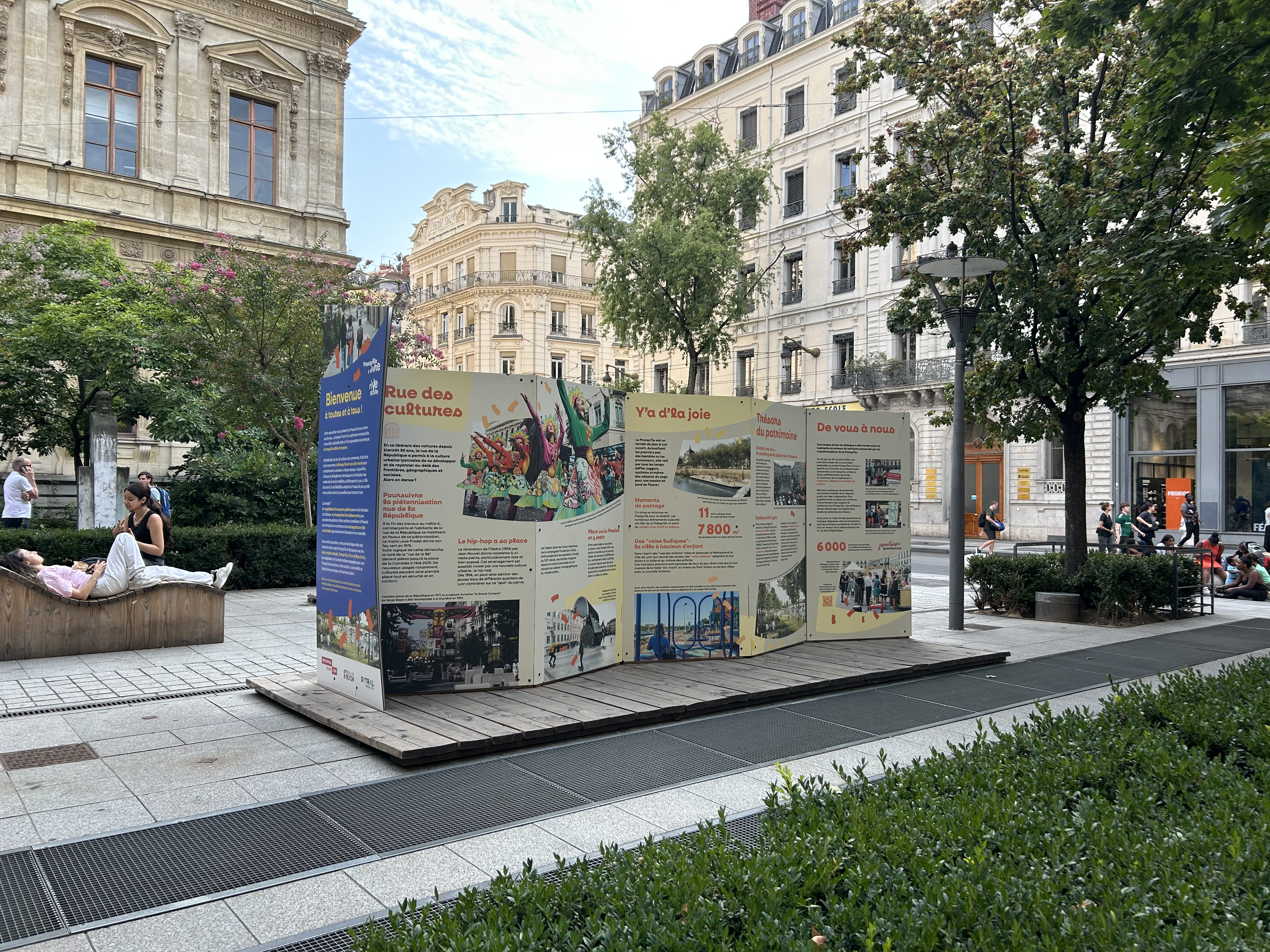
Le mobilier éphémère et informatif installé sur la place en 2025.

En 2025, dans le cadre du passage de la Presqu'île en zone à trafic limité, du mobilier urbain informatif éphémère est installé sur la place.

## Monuments
Un monument à la mémoire d'Édouard Aynard se trouve sur la place ; il s'agit d'un buste en marbre blanc du sculpteur Jean-Baptiste Larrivé réalisé en 1919. 
Deux statues de bronze, représentant Apollon et Athéna, se trouvaient à l'origine de part et d'autre du buste ; celles-ci ont été dérobées au début du XXIe siècle.